# 董襄
董襄（1616年—？），字倩思，號澹園，河南湯陰縣（今河南省安陽市湯陰縣）人。清朝初年政治人物。

## 生平
崇禎十五年（1642年），因李自成圍開封，壬午科河南鄉試未能舉行。次年補行，董襄中式第一名舉人。明亡仕清，順治四年（1647年）會試中式，順治六年（1649年）補殿試，登己丑科進士。順治十三年（1656年）官江西彭澤縣知縣。因公誤降職歸。
三藩之亂時，補陝西雒南縣，籌備軍需。亂平，解組歸里，杜門讀《易》。卒年七十七。

## 著作
有《澹園草》《彭澤歸來集》《湯陰文獻錄》行世。

## 家族
父董三槐，拔貢。